# Штерівська волость
Штерівська волость — історична адміністративно-територіальна одиниця Слов'яносербського повіту Катеринославської губернії.
Станом на 1886 рік складалася з 9 поселень, 9 сільських громад. Населення — 2574 особи (1355 чоловічої статі та 1219 — жіночої), 383 дворових господарства.
|                     | Площа, десятин | У тому числі орної, дес. |
| ------------------- | -------------- | ------------------------ |
| Сільських громад    | 2925           | 1224                     |
| Приватної власності | 10028          | 5965                     |
| Іншої власності     | 120            | 100                      |
| Загалом             | 13073          | 7289                     |

Найбільше поселення волості:
- Штерівка — село при річці Юліна за 40 верст від повітового міста, 646 осіб, 124 двори, православна церква, винокурний завод, паровий млин, лавка, ярмарок 20 березня. За 5 верст — паровий млин.